# Waldemar Tokarz
Waldemar Feliks Tokarz (ur. 21 kwietnia 1948 w Bielawie) – polski górnik i polityk, poseł na Sejm X kadencji.

## Życiorys
Ukończył w 1966 Liceum Ogólnokształcące, po czym pracował w Bielawskich Zakładach Przemysłu Bawełnianego. W 1980 został górnikiem strzałowym w Zakładzie Robót Górniczych „ROW” w Rybniku.
W 1971 wstąpił do Polskiej Zjednoczonej Partii Robotniczej, był członkiem egzekutywy Komitetu Miejskiego PZPR w Rybniku. W 1989 uzyskał mandat posła na Sejm kontraktowy z okręgu rybnickiego. Na koniec kadencji należał do Parlamentarnego Klubu Lewicy Demokratycznej, w trakcie pracy w parlamencie zasiadał w Komisji Ochrony Środowiska, Zasobów Naturalnych i Leśnictwa oraz w Komisji Polityki Społecznej. Nie ubiegał się o reelekcję.
Odznaczony Srebrnym Krzyżem Zasługi (1986).